# Crystallographic Information File
Crystallographic Information File (CIF) является стандартным текстовым форматом файла, который используется для описания кристаллографической информации. Базовый словарь формата утверждён Международным союзом кристаллографии (IUCr) на конгрессе 1990 года в Бордо. Основой для разработки формата CIF являлся формат STAR (англ. Self-defining Text Archive and Retrieval). C 1992 года редакция журнала Acta Crystallographica стала принимать в формате CIF описания кристаллических структур.